# Acetato de magnésio
Acetato de magnésio é o sal de magnésio do ácido acético. Este sal é deliquescente, e decompõe-se, quando aquecido, formando óxido de magnésio.

## Usossos
É um composto químico utilizado como suplemento alimentar, farmacêutico e reagente em várias reações químicas, sendo formado pela combinação do ácido acético e do magnésio.
Como suplemento alimentar, é utilizado para tratar a constipação, a síndrome do intestino irritável e a osteoporose, pois é uma fonte de magnésio. Também é utilizado como laxante leve.
Na indústria farmacêutica, é utilizado como excipiente em medicamentos para tratar a constipação e como antiácido para aliviar a azia.
Na química, é utilizado como agente dessecante, catalisador e reagente na produção de outros compostos químicos.

Em resumo, o acetato de magnésio é um composto versátil que tem múltiplas aplicações tanto na medicina quanto na indústria química.